# 古劳提
古劳提（Gulaothi）是印度北方邦布兰德舍赫尔县的一个城镇。总人口42872（2001年）。

## 人口
该地2001年总人口42872人，其中男性22877人，女性19995人；0—6岁人口7070人，其中男3779人，女3291人；识字率55.01%，其中男性为64.06%，女性为44.65%。